# Geschützter Landschaftsbestandteil Mönigfeld

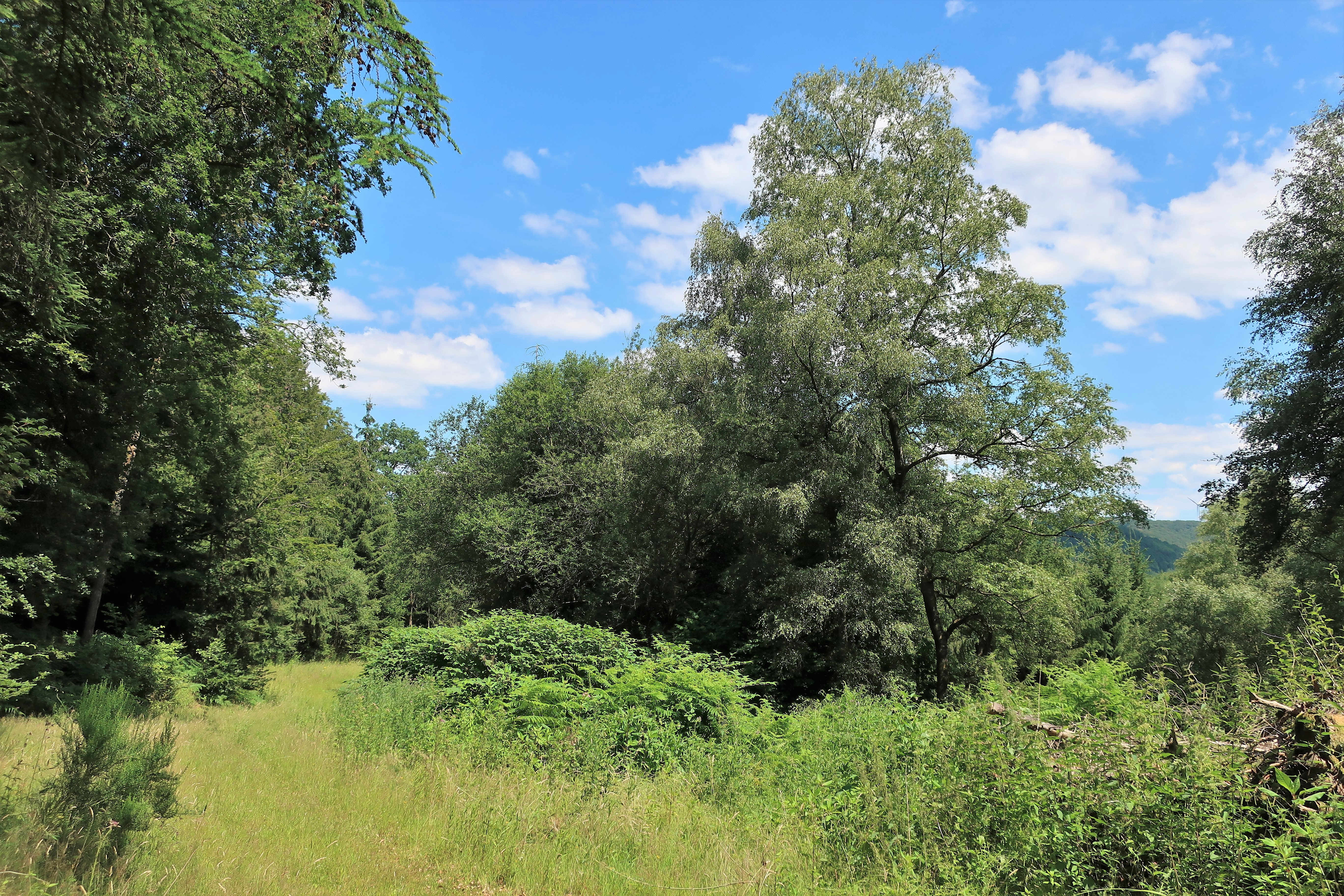
Geschützter Landschaftsbestandteil Mönigfeld

Der Geschützte Landschaftsbestandteil Mönigfeld mit einer Flächengröße von 4,58 ha liegt auf dem Gebiet der kreisfreien Stadt Hagen in Nordrhein-Westfalen. Der LB wurde 1994 mit dem Landschaftsplan der Stadt Hagen vom Stadtrat von Hagen ausgewiesen.

## Beschreibung
Beschreibung im Landschaftsplan: „Der Landschaftsbestandteil liegt westlich der B 54 südlich von Rummenohl. Es handelt sich um feucht-sumpfiges Grünland, Auwaldfragmente und naturnahe Laubwaldbestände auf dem westlich anschließenden Berghang. Im Wald liegen weiterhin ein krautreicher Hohlweg, ein Quellbereich und ein naturnaher Bachsiepen.“

## Schutzzweck
Laut Landschaftsplan erfolgte die Ausweisung „zur Sicherung der Leistungsfähigkeit des Naturhaushalts durch Erhalt eines Lebensraumes für die Lebensgemeinschaften der Quellbereiche, Bachläufe, Sumpfzonen, Auenwälder, Feuchtwiesen und -weiden und bodenständiger Waldgesellschaften“.